# Karambolage-Europameisterschaften 2017
Die Karambolage-Europameisterschaften 2017 sind ein Billardturnier in der Sparte Karambolage und finden vom 28. April bis zum 7. Mai 2017 im Stahlpalast in Brandenburg an der Havel statt. Insgesamt werden ca. 500 Spieler, davon nur 15 Frauen, aus 21 Ländern um 18 Europameistertitel in verschiedenen Klassen, Disziplinen und Tischgrößen innerhalb von zehn Tagen kämpfen.

## Beschreibung
Zum dritten Mal in Folge finden die Europäischen Meisterschaften im Karambolage in Brandenburg an der Havel statt. Mit den Austragungen verschiedener EM im Poolbillard und Karambolage gilt die Stadt als bedeutender Austragungsort des europäischen Billardsports.
Wie schon bei den vorangegangenen Turnieren 2013 und 2015 werden alle Disziplinen, alle Altersklassen und alle Geschlechter in einem Turnier vereint. Gespielt wird an 20 Brettern (12 Matchbillards, 8 kleine Billards) zeitgleich, täglich von morgens 9:00 Uhr bis 24:00 Uhr. Der französische Internet-TV-Sender Kozoom überträgt erneut live von der Veranstaltung. Der Zuschauer können sich unterschiedliche Tische beziehungsweise Disziplinen anschauen, fast alle Tische sind mit Kameras ausgestattet.
Es werden nicht nur EM-Titel vergeben, die Spieler kämpfen auch um die Qualifikation zur Teilnahme an den im Sommer im polnischen Breslau stattfindenden World Games.

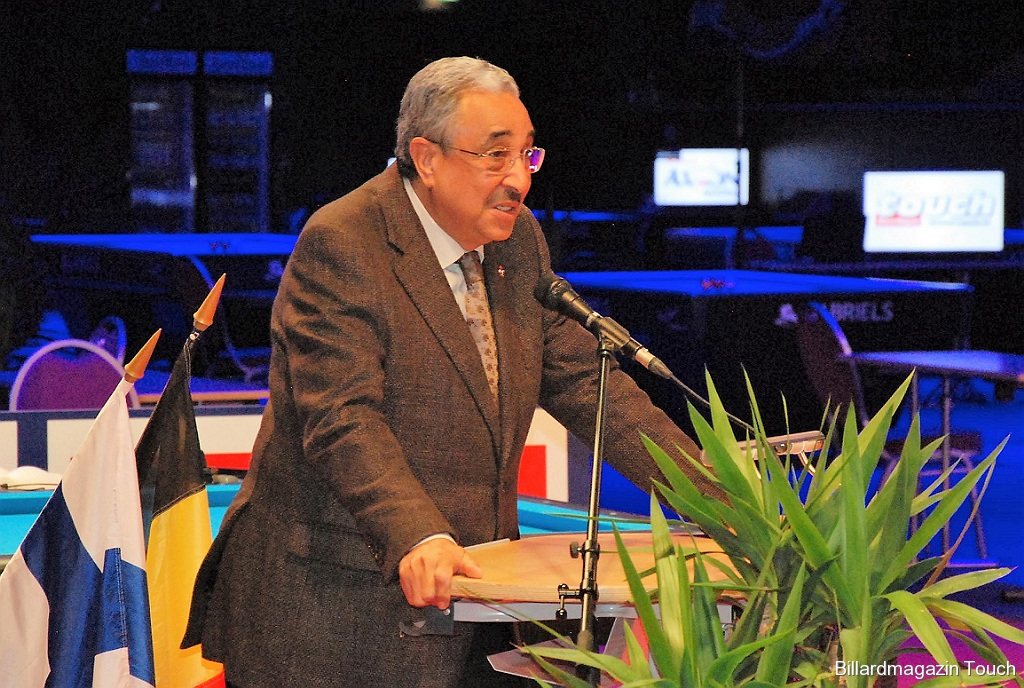
Farouk El Barki, Präsident der UMB bei der Eröffnungsrede

## Disziplinen
Am Matchbillard wurden die Disziplinen Freie Partie, Cadre 47/2, Cadre 71/2, Einband, Dreiband, Kunststoß (Billard Artistique) und 5-Kegel-Billard gespielt, am kleinen Billard nur Freie Partie und Dreiband.

### Matchbillard

#### Dreiband
- Männer (Einzel)

| Gold          | Silber           | Bronze                      | Ref.  |
| ------------- | ---------------- | --------------------------- | ----- |
| Marco Zanetti | Frédéric Caudron | Dick Jaspers David Martinez | [ 5 ] |
|               |                  |                             |       |

- Junioren/U21 (Einzel)

| Gold           | Silber          | Bronze                          | Ref.  |
| -------------- | --------------- | ------------------------------- | ----- |
| Carlos Anguita | Adrien Tachoire | Tobias Bouerdick Mario Mercader | [ 6 ] |
|                |                 |                                 |       |

- Nationalmannschaften

| Gold                       | Silber                           | Bronze                                                                 | Ref.  |
| -------------------------- | -------------------------------- | ---------------------------------------------------------------------- | ----- |
| Türkei A 0(Capak/Taşdemir) | Niederlande A 0(Jaspers/Burgman) | Griechenland 0(Polychronopoulos/Kokkoris) Dänemark 0(Carlsen/Schröder) | [ 7 ] |
|                            |                                  |                                                                        |       |

#### Einband
- Männer (Einzel)

| Gold             | Silber              | Bronze                     | Ref.  |
| ---------------- | ------------------- | -------------------------- | ----- |
| Frédéric Caudron | Jean Paul de Bruijn | Raymund Swertz Raul Cuenca | [ 8 ] |
|                  |                     |                            |       |

#### Freie Partie
- Junioren/U21 (Einzel)

| Gold          | Silber        | Bronze         | Ref.  |
| ------------- | ------------- | -------------- | ----- |
| Sam van Etten | Stef van Hees | Simon Blondeel | [ 9 ] |

#### 5-Kegel-Billard
- Männer (Einzel)

| Gold           | Silber               | Bronze                             | Ref.   |
| -------------- | -------------------- | ---------------------------------- | ------ |
| Matteo Gualemi | Daniel Ricardo Lopez | Crocefisso Maggio David Martinelli | [ 10 ] |
|                |                      |                                    |        |

- Nationalmannschaften

| Gold    | Silber   | Bronze              | Ref.   |
| ------- | -------- | ------------------- | ------ |
| Italien | Dänemark | Deutschland Schweiz | [ 11 ] |

- Junioren/U21 (Einzel)

| Gold            | Silber    | Bronze                      | Ref.   |
| --------------- | --------- | --------------------------- | ------ |
| Andrea Ragonesi | Max Gabel | Giovanni Foti Michel Peters | [ 12 ] |

#### Kunststoß
- Männer (Einzel)

| Gold         | Silber     | Bronze                     | Ref.   |
| ------------ | ---------- | -------------------------- | ------ |
| Serdar Gümüş | Walter Bax | Jop de Jong Jean Reverchon | [ 13 ] |

#### Cadre 47/2
- Männer (Einzel)

| Gold         | Silber         | Bronze                       | Ref.   |
| ------------ | -------------- | ---------------------------- | ------ |
| Eddy Leppens | Raymund Swertz | Xavier Gretillat Raul Cuenca | [ 14 ] |

#### Cadre 71/2
- Männer (Einzel)

| Gold        | Silber          | Bronze                    | Ref.   |
| ----------- | --------------- | ------------------------- | ------ |
| Raul Cuenca | Dave Christiani | Arnim Kahofer Esteve Mata | [ 15 ] |

### Kleines Billard

#### Dreiband
- Dreiband (Einzel)

| Gold          | Silber        | Bronze                   | Ref.   |
| ------------- | ------------- | ------------------------ | ------ |
| Radovan Hajek | Kenny Miatton | Ahmet Bayatli Karl Makik | [ 16 ] |

- Herren (Club-Teams)

| Gold              | Silber      | Bronze                             | Ref.   |
| ----------------- | ----------- | ---------------------------------- | ------ |
| BC De Goeie Queue | BC Andernos | Apeldoorns Biljartcentrum AKK Brno | [ 17 ] |

- Jugend/U17 (Einzel)

| Gold          | Silber          | Bronze                     | Ref.   |
| ------------- | --------------- | -------------------------- | ------ |
| Maxime Panaia | Alessio D’Agata | Ivan Mayor Dogukan Corbaci | [ 18 ] |

#### Freie Partie
- Jugend/U17 (Einzel)

| Gold        | Silber      | Bronze                        | Ref.   |
| ----------- | ----------- | ----------------------------- | ------ |
| Bryan Eelen | Leon Dudink | Enzo Riquart Yohann Alderbonn | [ 19 ] |

- Junioren/U19 (Club-Teams)

| Gold                | Silber | Bronze      | Ref.   |
| ------------------- | ------ | ----------- | ------ |
| Billard Club Oissel | Horna  | BC de Coeck | [ 20 ] |

## Medaillenspiegel
| Platz | Nation       | Gold | Silber | Bronze | ∑  |
| ----- | ------------ | ---- | ------ | ------ | -- |
| 1     | Belgien      | 4    | 4      | 1      | 9  |
| 2     | Italien      | 4    | 2      | 3      | 9  |
| 3     | Frankreich   | 2    | 2      | 3      | 7  |
| 4     | Spanien      | 2    | 0      | 6      | 8  |
| 5     | Türkei       | 2    | 0      | 2      | 4  |
| 6     | Niederlande  | 1    | 6      | 4      | 11 |
| 7     | Tschechien   | 1    | 0      | 1      | 2  |
| 8     | Deutschland  | 0    | 1      | 4      | 5  |
| 9     | Dänemark     | 0    | 1      | 2      | 3  |
| 10    | Österreich   | 0    | 0      | 2      | 2  |
| 10    | Schweiz      | 0    | 0      | 2      | 2  |
| 12    | Griechenland | 0    | 0      | 1      | 1  |